# Anizy-le-Château
Anizy-le-Château je francouzská obec v departementu Aisne v regionu Hauts-de-France. V roce 2011 zde žilo 1 912 obyvatel.

## Sousední obce
Brancourt-en-Laonnois, Landricourt, Lizy, Pinon, Quincy-Basse, Vauxaillon,
Wissignicourt

## Vývoj počtu obyvatel
Počet obyvatel 